# Kaisma
Kaisma è un comune rurale soppresso dell'Estonia meridionale, nella contea di Pärnumaa. Il centro amministrativo era l'omonima località (in estone küla).
Dal 27 ottobre 2009 il comune rurale di Kaisma è parte del comune rurale di Vändra.

## Geografia antropica

### Frazioni
Accanto al capoluogo, il comune comprendeva altre 6 località: Kergu, Kõnnu, Metsaküla, Metsavere, Rahkama, Sohlu.